# Marquillies
Marquillies is een gemeente in het Franse Noorderdepartement (Frans: département du Nord) (regio Hauts-de-France). De plaats maakt deel uit van het arrondissement Rijsel. Marquillies telde op 1 januari 2022 1.971 inwoners.

## Geografie
De oppervlakte van Marquillies bedroeg op 1 januari 2022 6,91 vierkante kilometer; de bevolkingsdichtheid was toen 285,2 inwoners per km².

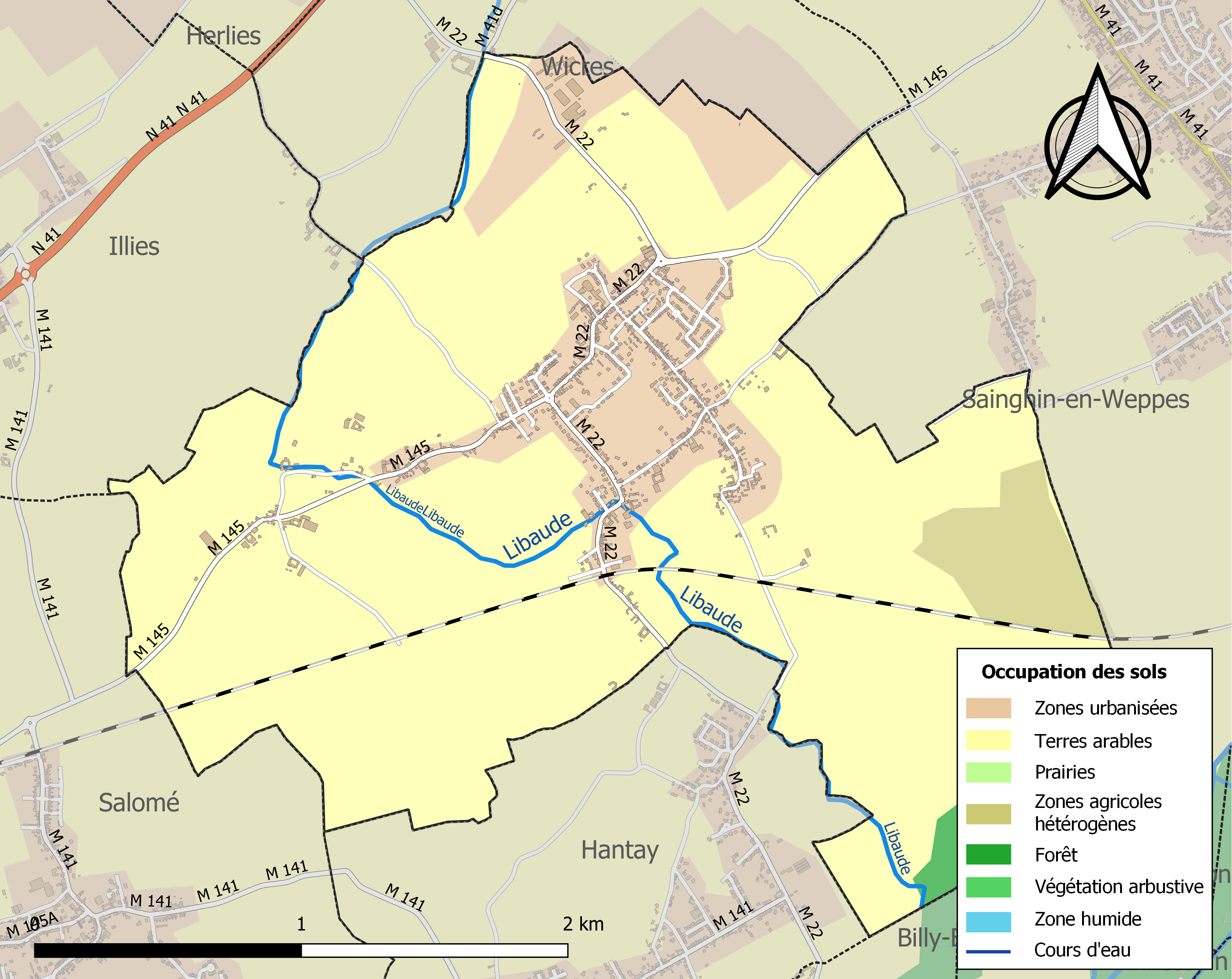
Kaart van de gemeente met belangrijkste infrastructuur, bodemgebruik en omliggende gemeenten

## Verkeer en vervoer
In de gemeente ligt spoorwegstation Marquillies.

## Demografie
Onderstaande figuur toont het verloop van het inwonertal (bron: INSEE-tellingen).